# Giuseppe Salvago Raggi
Giuseppe Salvago Raggi (Genova, 17 maggio 1866 – Molare, 28 febbraio 1946) è stato un diplomatico italiano appartenente ad una famiglia del patriziato genovese, ascritta alla nobiltà col titolo di marchesi.

## Biografia

Stemma famiglia Salvago. D’oro, alla rotella di nero, carica di un leone, d’argento.

Nacque a Genova il 17 maggio 1866, come Giuseppe Maria Salvago da Paris Maria Salvago e da Violante Raggi. Dopo la morte della madre, avvenuta nel 1867, acquisirà nel gennaio del 1881 Raggi come secondo cognome, "a ricordo della madre". Il padre, possidente di orientamento cattolico-liberale, fu deputato nella Decima legislatura e, nel 1863, fondatore degli Annali Cattolici (poi Rivista Universale).
Parente di Giacomo Della Chiesa, dal 1914 papa Benedetto XV, Giuseppe ereditò dal padre la vicinanza all'idea di temporalismo clericale.

### Gli studi
Si diplomò alla Scuola di Scienze Sociali di Firenze, che il padre aveva contribuito a fondare, il 29 maggio 1887.  La scuola rappresentava il non plus ultra della formazione della classe dirigente e in particolare di quella diplomatica. Firenze fu luogo ideale per frequentare l'alta società; assiduo ospite dei salotti del marchese Carlo Alfieri di Sostegno, fu introdotto da quest'ultimo alla conoscenza di Ruggiero Bonghi, Pasquale Villari e il marchese Emilio Visconti Venosta. Attratto dalla carriera diplomatica partecipò al concorso nel 1887, non superandolo. Attribuì l'esito ai favoritismi dovuti alla gestione del ministero da parte di Francesco Crispi. Gli fu proposto dal padre un viaggio in Medio Oriente, proposta che accettò, affascinato com'era dalla lettura di romanzi e libri di viaggio. Da queste esperienze nacquero in seguito le sue Lettere dall'Oriente.
Si imbarcò i primi di marzo del 1888 e visitò a lungo l'Egitto, la Palestina e la Turchia, colpito soprattutto dalle rovine del tempio faraonico di Luxor. Durante il viaggio ebbe l'occasione di incontrare Heinrich Schliemann,  con cui discusse delle campagne archeologiche in Asia Minore. Tornato in patria, si ripresentò al concorso del 1888, classificandosi quinto, ed entrando così funzionario diplomatico.

## La carriera diplomatica
Fu nominato volontario al Ministero degli Esteri il 19 gennaio 1889. Il successivo 25 febbraio con la nomina ad addetto di legazione a Madrid iniziò l'apprendistato che lo avrebbe portato ai più alti incarichi diplomatici. Il 14 marzo 1890 divenne addetto di legazione a San Pietroburgo, poi a Berlino (dal 17 dicembre 1890) e a Istanbul (dal 31 ottobre 1892), quest'ultima una delle sedi diplomatiche più importanti a causa della complessa situazione mediorientale.
Dal 1897 al 1900 fu trasferito in Cina come credenziali di ministro residente.
Nel frattempo, il 29 ottobre 1891, sposò a Vado la marchesa Camilla Pallavicino.

### Segretario di legazione in Egitto
Dopo questi incarichi rientrò in Italia, e, il 31 marzo 1895, fu nominato segretario di Legazione e trasferito al Cairo. L'ambasciata cairota era un osservatorio privilegiato degli sviluppi della politica coloniale delle potenze europee, ma anche della conflittualità dovuta alla presenza italiana in Eritrea, che avrebbe portato l'anno successivo alla sanguinosa battaglia di Adua.
L'esperienza acquisita gli fu molto utile quando venne divenne governatore di Eritrea. Lì conobbe Evelyn Baring, conte di Cromer, il potente ufficiale britannico che, nelle vesti di console generale in Egitto, influenzò la politica del Khedive.
Assisté alla guerra mahdista e alla contrapposizione tra britannici e francesi per il finanziamento della missione britannica in Sudan. Nel luglio del 1895 gli fu assegnata la carica di reggente dell'agenzia diplomatica al Cairo, con annesso il consolato. L'agenzia si occupava anche delle operazioni che muovevano le truppe verso la colonia eritrea, in seguito teatro della disastrosa guerra italo-etiopica, per la quale Salvago Raggi svolse l'oneroso ruolo di gestione delle forniture militari. Di questa sua esperienza denunciò i condizionamenti della massoneria che «metteva il naso dappertutto».

### Trasferimento a Pechino

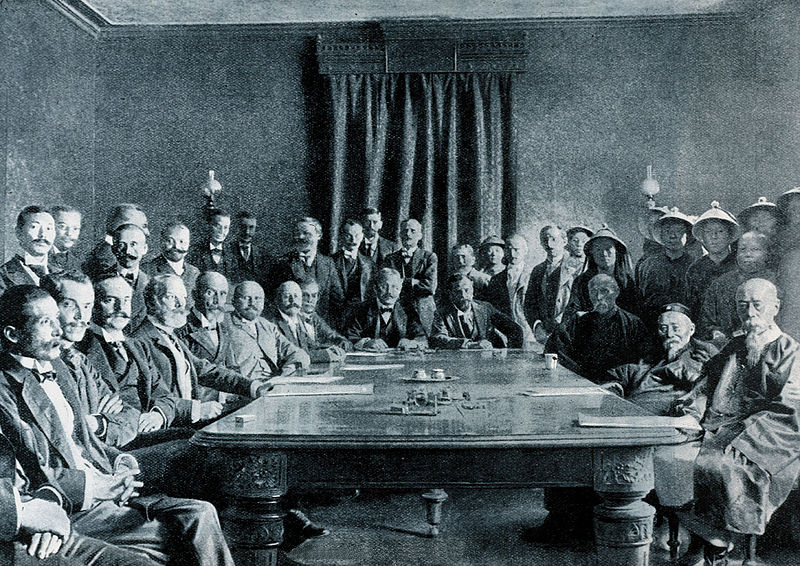
Firma del Protocollo Boxer. A sinistra, da sinistra a destra: F.M Knobel dai Paesi Bassi (si vedono solo le mani); K. Jutaro dal Giappone; Giuseppe Salvago Raggi dall'Italia; Joostens dal Belgio; C. von Walhborn dall'Austria-Ungheria; B. J. Cologán dalla Spagna; M. von Giers dalla Russia; A. Mumm per l'Impero tedesco; EM Satow dalla Gran Bretagna; WW Rockhill dagli Stati Uniti; P. Beau dalla Francia; Lian Fang; Li Hongzhang; Il principe Qing

Terminata la permanenza in Egitto, fu trasferito a Pechino, dove durante gli anni della penetrazione politica e commerciale europea in Cina, assunse il ruolo di ministro residente il 23 marzo 1899. Nei suoi rapporti diplomatici del 1898, non mise mai in discussione l'espansione italiana in quest'area, ma denunciò l'impreparazione italiana che avrebbe portato a «una politica d'avventura» sconsigliata da Raggi. Tuttavia da Roma si spinse per l'ottenimento della baia di San Mun, che si rivelò un insuccesso per l'Italia. Il diplomatico sabotò l'indirizzo governativo, in quanto «contrariamente alle istruzioni ministeriali» non iniziò mai il negoziato su San Mun.
Nella sua carriera diplomatica, si rese protagonista anche di altri sabotaggi. Durante la Rivolta dei Boxer, resistette, assieme alla sua famiglia, all'assalto al quartiere diplomatico, fino all'arrivo dei contingenti internazionali. In questa occasione la famiglia Salvago Raggi fu data per morta dalla stampa italiana. In seguito alla liberazione delle legazioni, il 13 dicembre 1900, ottenne la nomina di ministro plenipotenziario. In seguito alle trattative tra la Cina e gli altri paesi europei, spinse il ministero degli Esteri ad autorizzare l'occupazione da parte italiana di quella che sarebbe stata la concessione di Tientsin.
Nel 1901, Giuseppe Raggi partecipa nella discussione e firma dei Il Protocollo dei Boxer, noto anche come Trattato di Xinchou. Il trattato è stato firmato firmato il 7 settembre 1901 dall'Impero cinese Qing, dall'Alleanza delle Otto Nazioni (Regno Unito di Gran Bretagna e Irlanda, Impero austro-ungarico, Russia, Germania, Francia, Stati Uniti, Italia e Giappone) che avevano fornito truppe militari per sedare la rivolta dei Boxer, e i regni di Spagna, Belgio e Paesi Bassi. Il trattato pose fine alla ribellione ed è valutato uno dei trattati ineguali tra la Cina e le potenze occidentali sottoscrivente. 

### Il ritorno in Africa
Nel 1906 tornò in Africa dove divenne commissario generale della Somalia italiana. Nello stesso anno, fu incaricato di reggere il consolato in Zanzibar, oltre ad ottenere l'affidamento delle funzioni di commissario del Benadir. Fu nominato governatore dell'Eritrea, dove tra il 1907 e il 1915 prese il posto di Ferdinando Martini e tornò al Cairo come console generale nel 1916.
Durante la sua permanenza in Eritrea ottenne il completamento nel 1911 della ferrovia Massaua-Asmara e iniziò la costruzione dell'acquedotto di Massaua. Nello stesso periodo cercò di esercitare una politica filo-cattolica, come quando arrivò a ordinare la chiusura delle scuole della missione evangelica svedese, ordine poi bloccato da Martini, dal 1914 ministro delle Colonie. In un memorandum del 1913, lamentò le eccessive pretese dei musulmani e il loro approfittarsi della magnanimità del governo coloniale, invitando a limitare le missioni non cattoliche.
Vide con scetticismo i piani di colonizzazione agricola da parte di emigrati italiani, e restituì agli eritrei gran parte delle terre indemaniate. Nel 1909 promosse una riforma dello stato giuridico del personale basata su concorso pubblico. Attraverso la fondazione di scuole professionalizzanti, si occupò anche della formazione di un personale amministrativo subalterno.
Fece discutere quando, nelle vesti di governatore, boicottò l'entrata in vigore della codificazione coloniale elaborata sotto il ministero Martini. Fece emanare il decreto reale, che promulgava i nuovi codici, con l'aggiunta di una norma secondo cui sarebbe stata necessaria la traduzione in arabo e in tigrino per la loro entrata in vigore, non provvedendo, però, alle traduzioni. In seguito con un nuovo ordinamento giudiziario, il numero 325 del 2 luglio 1908, privò la magistratura ordinaria della competenza giurisdizionale sugli indigeni per affidarla ai funzionari amministrativi non togati; tale controversa azione, fu mossa dall'idea secondo cui la giustizia, davanti ai sudditi coloniali, dovesse essere rapida, oltre che diretta emanazione del potere di governo. Infastidito dall'istituzione di un Ministero delle colonie a Roma, che secondo lui riduceva il potere decisionale nelle mani degli amministratori coloniali sul campo, pensò alle dimissioni da governatore fin dal 1912.

## Volontario nella Grande guerra
A seguito della scomparsa, nel 1915, della moglie Camilla, decise, quasi cinquantenne, di arruolarsi nella grande guerra, nonostante condividesse inizialmente la posizione neutrale. Scrisse, infatti, nelle sue memorie che «se si era potuta desiderare la neutralità fino alla vigilia, non era più possibile esitare, dopo che Sua Maestà aveva dichiarato la guerra». Fu promosso capitano nel 1916. Tuttavia, nello stesso anno, fu inviato nuovamente al Cairo dal ministro degli esteri, Sidney Sonnino, per seguire da vicino la delicata vicenda della spartizione dell'Impero Ottomano.

## Ambasciatore a Parigi
Nella sua breve esperienza che lo vide, tra il 1916 e il 1918, ambasciatore a Parigi,  lavorò per gli accordi di San Giovanni di Moriana, che stabilivano l'equilibrio degli interessi in Medio Oriente con la Francia e Regno Unito. Il 1° gennaio 1918 fu nominato senatore del Regno e, il successivo 1º febbraio, dietro sua richiesta, fu collocato a riposo, nominato ambasciatore di grado. Fu richiamato in servizio per partecipare come delegato alla Conferenza di pace di Parigi (1919).
Il 20 aprile 1918 sposò a Castelnuovo di Porto Giuseppina Menotti.

## Rapporti con il fascismo
"Gent.mo ed illustre collega,
Ricevo la gentile sua lettera in data d'ieri e mi affretto a risponderLe.
Nel 1924, quando ero Delegato alla Commissione delle Riparazioni, feci notare a S.E. il Capo del Governo come fosse forse opportuno sostituirmi con qualcuno iscritto al P.N.F., dato che tutti i rappresentanti italiani all'estero lo erano.
S.E. l'On. Mussolini mi chiese perché non domandassi la tessera ed io gli risposi che non essendo iscritto (per ragioni che gli indicai) quando il Fascismo compieva il risanamento del Paese lottando contro gravi difficoltà e quando vi erano pericoli da affrontare, non volevo iscrivermi quando - dopo la Vittoria - non vi era che da raccogliere, senza merito, quanto altri aveva seminato con fatiche e rischio personale.
Il Capo del Governo mi approvò con parole lusinghiere e volle lasciarmi a quel posto fino alla fine della Commissione delle Riparazioni.
Cambiare ora la mia attitudine equivarrebbe a smentire la mia linea di condotta precedente e farebbe credere ad una mia tardiva conversione che non c'è, perché fino d'allora ero sinceramente grato al Fascismo per aver salvato il Paese in un momento critico, ero già convinto del bene che faceva con la nuova educazione della nostra gioventù, ed accompagnavo con i miei più fervidi voti l'azione del Fascismo.
Così scrissi ancora, tre anni orsono, quando mi venne fatta la lusinghiera offerta della iscrizione e non ho ragione di mutare linea di condotta ora che sono giunto al termine della vita e l'opera mia non sarebbe di alcun giovamento.
Tengo ad esprimerLe i miei ringraziamenti per la sua lusinghiera offerta, alla quale non posso rispondere diversamente da quanto risposi otto anni orsono a S.E. il Capo del Governo ed ebbi la sua approvazione.
Colgo l'occasione per pregarLa di gradire i miei cordiali saluti.
Dev.mo F.to Salvago Raggi"
Come altri liberali appoggiò il fascismo, soprattutto per avversione nei confronti del governo Giolitti. Non ebbe molta simpatia verso le istituzioni parlamentari, pensando che i politici fossero spinti da motivazioni personali più che da spirito di servizio.
Nonostante le riserve nei confronti dell'atteggiamento ambiguo del fascismo verso la monarchia, venne considerato simpatizzante del regime, tanto che, nell'ottobre 1922, circolò la voce su una sua possibile nomina come ministro degli Esteri nel nuovo governo.
Nel 1923 fu a capo della delegazione italiana alla Commissione delle riparazioni istituita dopo il trattato di Versailles. Benito Mussolini gli augurò di riuscire a fare molto e di non finire come «l'allievo stregone che sapeva far scaturire le acque ma non conosceva le parole magiche per calmarle»
Acceso anti-massone, nel 1925 votò a favore del disegno di legge Mussolini-Rocco presentato alla Camera come un disegno di legge contro la massoneria, ma concepito in realtà per impedire l'azione sovversiva delle organizzazioni in generale. Nel 1928 si schierò a favore della riforma della rappresentanza politica che aboliva il pluralismo, voluta dal Ministro di grazia e giustizia e affari di culto Alfredo Rocco; nel 1929 votò a favore del Concordato lateranense, da lui ritenuto uno degli atti più lodevoli del periodo fascista; nel dicembre del 1935 si espresse contro le sanzioni imposte all'Italia, a seguito della guerra contro l'Etiopia, e partecipò alle Commissioni Esteri e Africa Italiana.
Fu estremamente critico nei confronti di Pietro Badoglio, il cui governo violava lo Statuto abolendo la Camera.
In generale il suo atteggiamento di diffidenza verso il fascismo fu dovuto più alla fede monarchica che ad antifascismo vero e proprio.
Nell'ottobre del 1945, dopo la fine della guerra, venne sottoposto al processo di epurazione dal Senato. Il presidente del Senato Pietro Tommasi della Torretta inviò all'Alta corte per le sanzioni contro il fascismo una lettera di difesa nella quale affermava che il diplomatico, nonostante le numerose pressioni, non si era mai iscritto al Partito nazionale fascista (PNF) e che anzi aveva «col suo atteggiamento mantenuto una costante ed assoluta indipendenza dal fascismo».
Nella difesa presentata all'Alta corte di giustizia, la memoria difensiva fece riferimento, oltre al reiterato rifiuto di prendere la tessera del PNF, a numerosi episodi di rinuncia ad incarichi e collaborazioni. Fu ricordato quando l'anziano senatore e Guglielmo Imperiali avevano mostrato il loro dissenso verso il governo, partecipando alle sedute inaugurali del Senato, indossando il tradizionale abito di cerimonia al posto della divisa fascista. Soprattutto fu ricordato il suo contributo alla lotta partigiana, attestato da alcuni documenti. Il 19 dicembre 1945 arrivò il rigetto della richiesta di decadenza da senatore.
Nell'Archivio storico del Senato della Repubblica è presente una lettera in cui Raggi spiegava i motivi che lo portarono a rifiutare la proposta di iscrizione al Partito nazionale fascista. Tuttavia non mancano elogi all'operato fascista e riferimenti a un cordiale incontro con Benito Mussolini dal quale aveva ricevuto parole lusinghiere.

## Gli ultimi anni
Spese gli ultimi anni della sua vita in disparte, lontano dalla vita politica, ma anche personalmente isolato.
Le reticenze a parlare del suo passato sono testimoniate dalla nipote scrittrice Camilla Salvago Raggi.
Morì nella sua casa di Molare il 28 febbraio 1946, appena prima del voto sul referendum che sancì la fine in Italia della monarchia, a cui tanto si era sentito legato.
La nipote Camilla spedì a Pietro Tomasi della Torretta, presidente del Senato, la copia di una lettera del 7 agosto 1928 diretta allo stesso, in cui Raggi scriveva: «La prego, Eccellenza, di non pronunciare alcuna parola di commemorazione in Senato per annunciare la mia morte».